# Club de Futbol Sala Laguna
El Club de Futbol Sala Laguna, anomenat Laguna Platges de Salou per patrocini, és un club de futbol sala català de la ciutat de Salou. El club va ser fundat l'any 2004. En la seva curta història el club ha arribat a jugar a la segona categoria del futbol sala espanyol, quatre temporades entre el 2006 i el 2010.